# Solanum bulbocastanum
Solanum bulbocastanum ist eine Pflanzenart aus der Gattung der Nachtschatten (Solanum).

## Beschreibung

### Vegetative Merkmale
Solanum bulbocastanum ist eine krautige, ausdauernde Pflanze, die bis zu 1 Meter hoch wird. Die Stängel erreichen an der Basis der Pflanze einen Durchmesser von 3 bis 6 Millimetern. Die Pflanze bildet unterirdisch Knollen aus.  Eine sympodiale Einheit enthält typischerweise drei bis sechs Laubblätter. Diese besitzen sichelförmig geformte Scheinnebenblätter mit einer Länge von 4 bis 16 Millimetern. Die Blattspreite ist ungerade gefiedert, 2 bis 17 Zentimeter lang und 0,9 bis 7,2 Zentimeter breit. Der Blattrand ist ganzrandig oder oft auch geschwungen. Die Form der Blattspreite ist breit eiförmig oder lanzettlich bis linealisch-lanzettlich. Nach vorn endet das Blatt spitz bis stumpf, die Basis ist gerundet, keilförmig oder am Blattstiel herablaufend. Dieser kann eine Länge zwischen 0,8 und 7 Zentimeter erreichen. Beide Blattseiten sind dicht behaart.

### Blütenstände und Blüten
Die Blütenstände befinden sich meist im oberen Teil der Pflanze. Es sind dichasial verzweigte, tragblattlose Zymen mit einer oder zwei sekundären Achsen, sie enthalten zwischen 5 und 35 Blüten, die alle vollständig ausgebildet werden. Der Blütenstandsstiel ist 0,3 bis 4,5 Zentimeter lang. Die Blütenstiele erreichen eine Länge von 3 bis 17 Millimetern und sind zwischen dem unteren und oberen Viertel gewinkelt.
Der Kelch ist zwischen 3 und 8,5 Millimeter lang und ist mit langgestreckten, zugespitzten, bis zu 1 Millimeter langen Zipfeln besetzt. Die Krone ist sternförmig, creme-weiß bis hellgelb gefärbt und misst 1,3 bis 2,1 Zentimeter im Durchmesser. Kronzipfel fehlen, die Kanten der Krone sind flach und nicht nach außen gebogen. Die Staubbeutel werden 3 bis 3,5 Millimeter lang, sind gelb gefärbt und keilförmig. Sie öffnen sich über Poren an den Spitzen, diese verlängern sich oftmals in einen kurzen, nach innen gerichteten Schlitz. Die Staubfäden sind 1 bis 4 Millimeter lang. Der Fruchtknoten trägt einen bis zu 9 Millimeter langen, nicht gebogenen Griffel, der etwa 1,5 bis 3 Millimeter über die Staubbeutel hinaus steht. Die Narbe ist kugelförmig.

### Früchte und Samen
Die Früchte sind kugelförmige Beeren mit einem Durchmesser von 1 bis 1,3 Zentimetern und einer hellgrünen Färbung. Sie enthalten Samen, die eiförmig, etwa 2 Millimeter lang und, wenn aus gerade reifen Früchten entnommen, grün-weiß gefärbt sind. Die Zellwände der äußeren Zellen der Samenhülle sind haarartig verlängert, so dass sie wirken, als wären sie mit einer dicken Schicht Trichome bedeckt. Wird diese Schicht feucht, wird sie geleeartig. Werden diese haarartigen Auswüchse durch Enzyme entfernt, ist an der Basis der Zellen der Samenhülle eine honigwabenartige Struktur zu erkennen.

### Chromosomenzahl
Die Chromosomenzahl beträgt 2n = 24.

## Verbreitung, Standorte und Ökologie
Die Art ist von Durango und Nayarit im nordwestlichen Mexiko bis nach Honduras verbreitet. Sie wächst dort in Höhen von 1200 bis 2300 Metern zwischen Gräsern und Kakteen, in tropischen laubabwerfenden Wäldern, in Büschen und Eichen- oder Kiefernwäldern, oft auf flachen oder trockenen steinigen Böden, zwischen Steinhaufen oder entlang von Zäunen, Schienen und gelegentlich auch auf Agrarflächen. Die Blüte- und Fruchtzeit reicht von Juli bis in den November.

## Systematik
Solanum bulbocastanum wird in die Kartoffel-Klade der Gattung Solanum eingeordnet. Phylogenetische Gemeinsamkeiten in cpDNA und AFLP-Daten führten zur Benennung einer Bulbocastana-Gruppe, welcher noch die Art Solanum cardiophyllum zugeordnet ist. Die einzigen morphologischen Gemeinsamkeiten der beiden Arten sind die hellgelben Blüten, welche in keiner weiteren verwandten Art aus Nord- und Zentralamerika bekannt sind.

## Botanische Geschichte
Die Art wurde 1814 von Michel Félix Dunal erstbeschrieben. Grundlage der Beschreibung war eine Wasserfarben-Zeichnung, welche während der Neuspanien-Expeditionen von Martín Sessé y Lacasta und José Mariano Mociño in den Jahren von 1787 bis 1803 angefertigt und später von Node-Verán kopiert wurde. Bis 1980 galten die Zeichnungen als verschollen, wurden dann jedoch in einer privaten Bibliothek in Barcelona wiedergefunden und vom Hunt Institute für Botanical Documentation in Pittsburg aufgekauft. Ein zugehöriger Herbarbeleg ist nicht bekannt.